# Zwarte dayallijster
De zwarte dayallijster (Copsychus niger) is een vogelsoort uit de familie van de muscicapidae (vliegenvangers).

## Verspreiding en leefgebied
De zwarte dayallijster is endemisch in de Filipijnen.

## Ondersoorten
De zwarte dayallijster is monotypisch.